# Лерички рејон
Лерички рејон (азер. Lerik rayonu), једна је од 78 административно-територијалних јединица Азербејџана. Налази се у јужном делу земље, у пределу познатом као Ленкорански регион. Административни центар рејона се налази у граду Лерик. 
Лерички рејон обухвата површину од 1.080 km² и има 76.400 становника (подаци из 2011). 
Административно, рејон се даље дели у 99 мањих општина.